# Schommelstoel nr. 1
Schommelstoel nr. 1  (Duits: Schaukelfauteuil Nr. 1) is een klassiek meubelontwerp van Michael Thonet uit 1858-1860. Het is een sierlijke schommelstoel van gebogen beukenhout met ronde armleuningen en een hoge rugleuning. De zitting en de rugleuning zijn gemaakt van vlechtwerk met rotan. 
Na dit eerste ontwerp ontstonden meerdere variaties, waaronder een schommelstoel met voetensteun en een schommelstoel zonder armleuningen. De stoel werd voor het eerst aan een internationaal publiek getoond op de International Exhibition (1862) in Londen. 
In 2009 werd dit model door de firma Thonet opnieuw uitgebracht in een beperkte editie van 25 exemplaren.

Schommelstoelen van Thonet
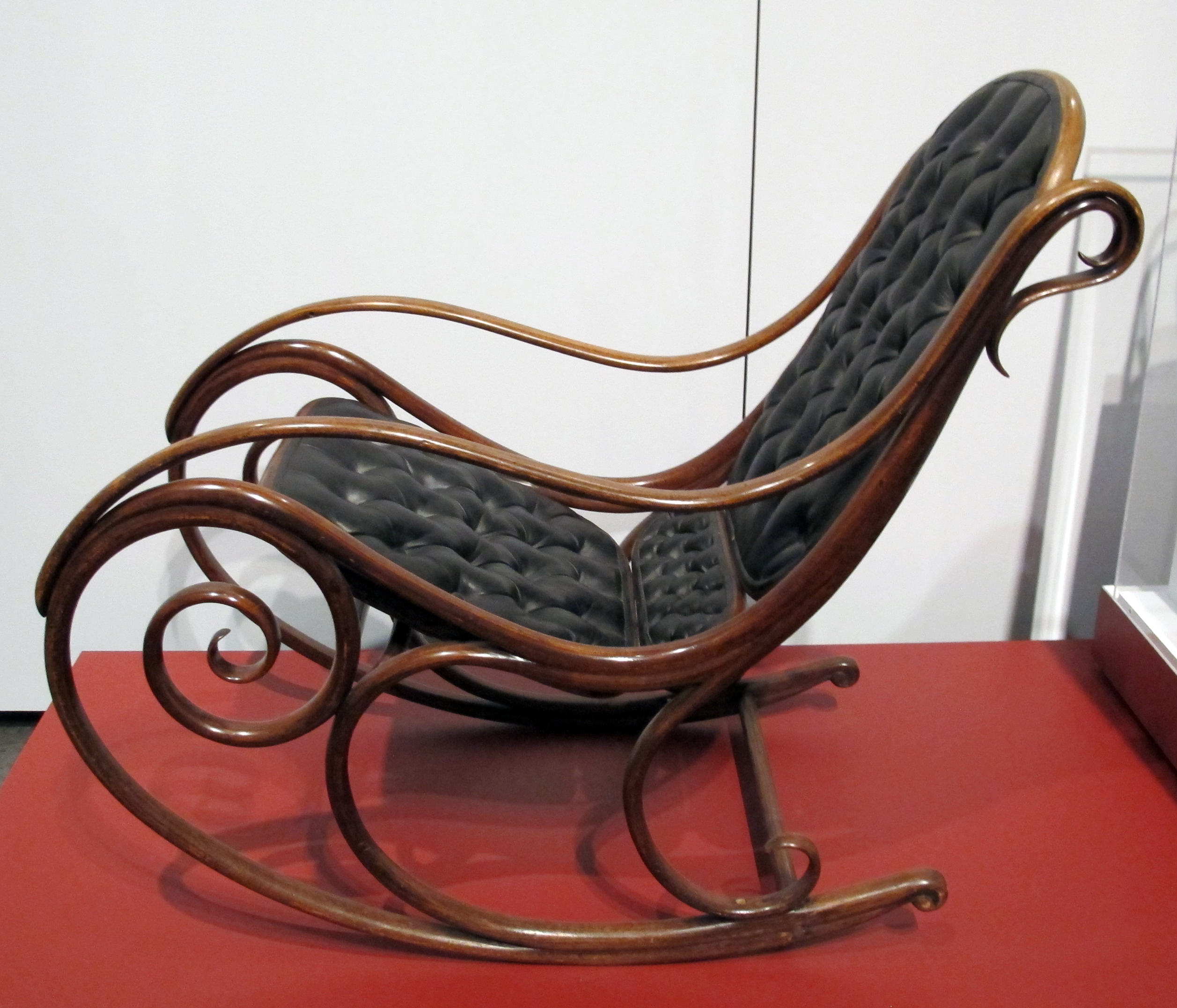
Schaukelfauteuil Nr. 1, ca. 1860
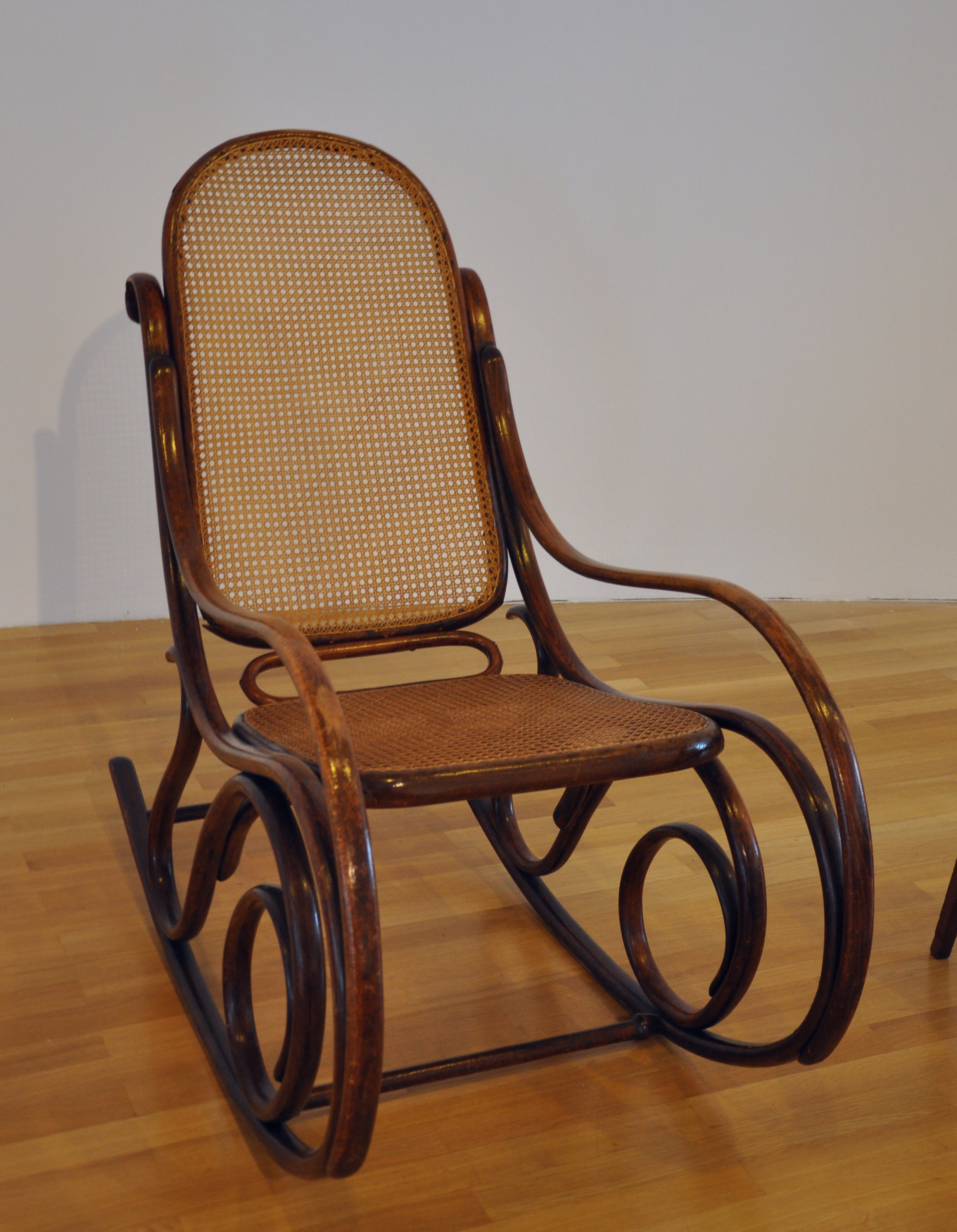
Stuhl Nr. 17, ca. 1870
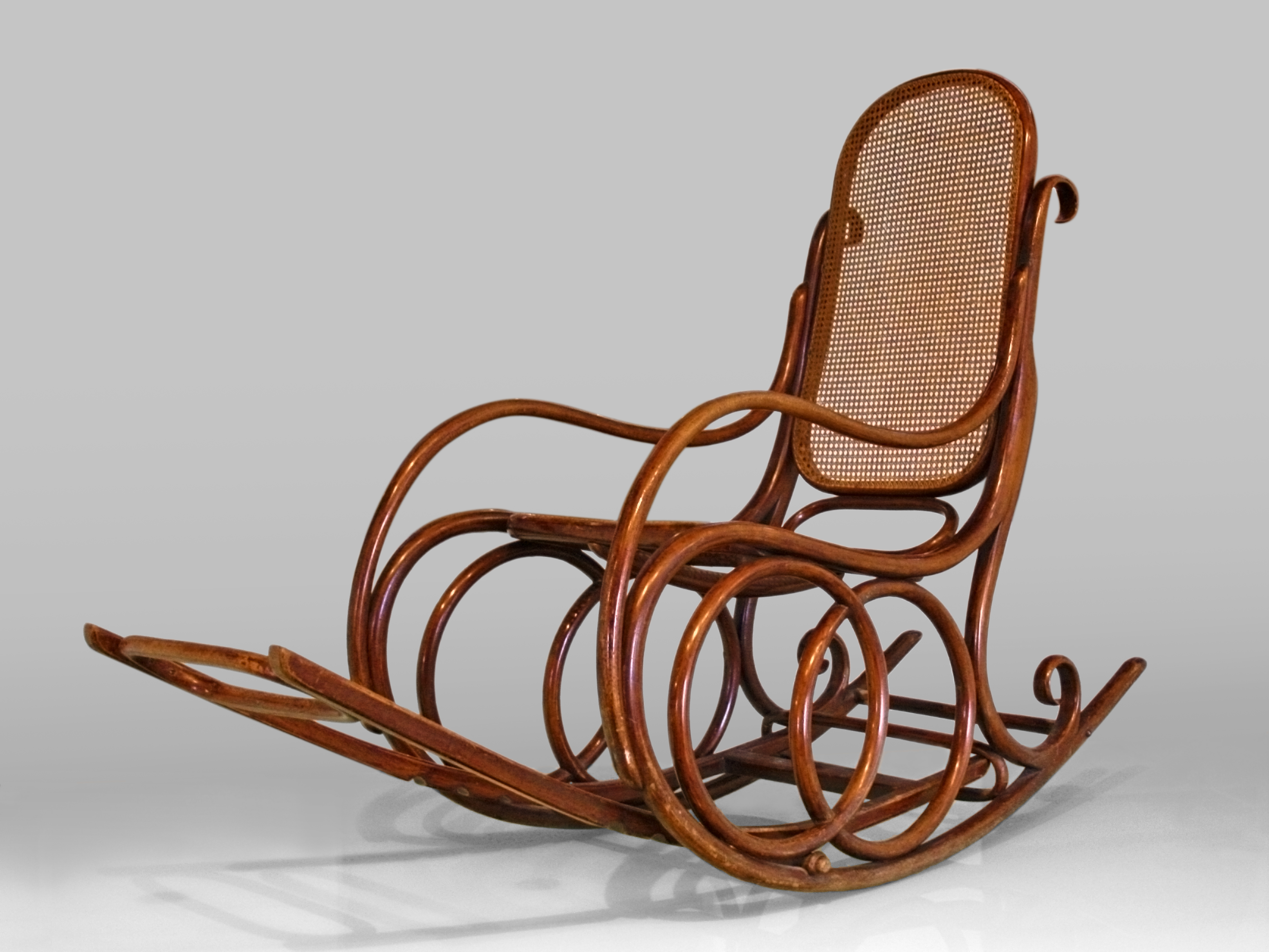
Nr. B 804, met voetensteun